# کنوانسیون مربوط به مقررات هوانوردی
کنوانسیون مربوط به مقررات هوانوردی (به انگلیسی: Convention relating to the Regulation of Aerial Navigation) که به کنوانسیون ۱۹۱۹ پاریس نیز معروف است، نخستین معاهده مربوط به هوانوردی و حقوق هوایی است که توسط ۳۲ کشور در ۱۳ اکتبر ۱۹۱۹ در پاریس به تصویب رسید. این معاهده در نه قسمت تقسیم شده‌است.
معاهده پاریس با تصویب معاهده هواپیمایی کشوری شیکاگو در ۱۹۴۴ و اجرایی شدن آن در ۱۹۴۷ نسخ شد.

## تعریف هواپیما
این کنوانسیون برای نخستین بار تعریف قابل قبولی از هواپیما ارائه داد، مطابق این تعریف هواپیما به هر وسیله‌ای گفته می‌شود که قادر باشد به هوا بلند شده یا در آن حرکت نماید. این تعریف دستگاههایی چون هواپیمای بی موتور، انواع بالون و بالگرد و هاورکرافت را هم در بر می‌گرفت.
تعریف گفته شده تا سال ۱۹۶۷ به عنوان تعریفی پذیرفته شده در حقوق هوایی باقی بود.

## تابعیت هواپیما
ماده ۶ کنوانسیون پاریس هواپیما را تابع کشوری می‌دانست که در آن به ثبت رسیده است. قاعده تعیین تابعیت بر اساس محل ثبت که در مورد کشتی‌ها نیز اجرا می‌شود در ماده ۶ کنوانسیون ایبروامریکن (مادرید ۱۹۲۶ ) و ماده ۷ کنوانسیون پان‌امریکن (هاوانا ۱۹۳۲) نیز تأیید شده است.
ماده ۲۳ کنوانسیون خسارات وارده به اشخاص ثالث توسط هواپیماهای خارجی (رم ۱۹۵۲) نیز به این موضوع در هنگامی که هواپیما یا کشتی در داخل دریاهای آزاد است اشاره کرده است.